# Taenaris misolensis
Taenaris misolensis är en fjärilsart som beskrevs av Rothschild 1916. Taenaris misolensis ingår i släktet Taenaris och familjen praktfjärilar. Inga underarter finns listade i Catalogue of Life.